# Plage de la Possession
La plage de la Possession est une plage des îles Kerguelen localisée dans l'anse du Gros Ventre à l'extrémité sud de la péninsule Rallier du Baty. Située pratiquement sur le 50e parallèle sud, elle présente la particularité d'être la plage la plus méridionale du territoire français et a été le lieu de la prise de possession des Kerguelen pour le royaume de France le 13 février 1772.

## Géographie
Longue d'environ 2 000 m et s'étendant en forme d'arc sur toute l'ouverture de l'anse du Gros Ventre, la plage de la Possession est un cordon de sable noir s'intercalant entre l'océan Indien et le pseudo-delta formé par la confluence de plusieurs rivières descendant du massif Rallier du Baty, dont la principale est la rivière des Sables.
La plage, comme tout l'archipel des Kerguelen, est exposée au courant circumpolaire antarctique, et en particulier à l'important courant profond d'eau froide à 0°C, découvert en 2010, passant sur le plateau de Kerguelen.

## Histoire
La plage doit son nom à la prise de possession des îles de la Désolation, au nom de Louis XV pour le royaume de France, par l'équipage du Gros Ventre – l'un des deux navires menés par Yves Joseph de Kerguelen de Trémarec lors de la découverte de l'archipel –, qui y débarque en chaloupe La Mouche sous le commandement de l'enseigne de vaisseau Charles du Boisguehenneuc le 13 février 1772. La plage prend son nom la même année sur la carte dite « de Saint Allouarn ».

## Faune et flore
La plage est un lieu d'accueil d'une importante colonie d'Éléphants de mer australs, qui y mettent bas, ainsi que d'Otaries de Kerguelen tandis que les contreforts rocheux qui l'environnent constituent des zones de nidification pour les Grands Labbes, les Sternes, les Pétrels géants et de de Hall et que les zones de souilles en arrière du cordon littoral sableux abritent les colonies des Canards d'Eaton, des Manchots royaux et des Manchots papous.

## Littérature
En 2015, François Garde et quatre compagnons entreprennent la seconde traversée nord-sud de l'archipel, partant de la baie de l'Oiseau pour aller à la plage de la Possession qu'ils atteignent le 9 décembre 2015 ; cette expédition a fait l'objet d'un livre, Marcher à Kerguelen paru en 2018 dans lequel la plage est largement décrite dans le chapitre dédié. Elle lui suggère par ailleurs la réflexion suivante :

« Néanmoins depuis ce jour de 1772, cette terre est française. Avant Mulhouse, Avignon, Nouméa, Chambéry ou Nice... D'un certain point de vue, que je fais mien aussitôt, la France commence ici et se termine à Dunkerque, et inversement. »

— François Garde